# Малые Корелы

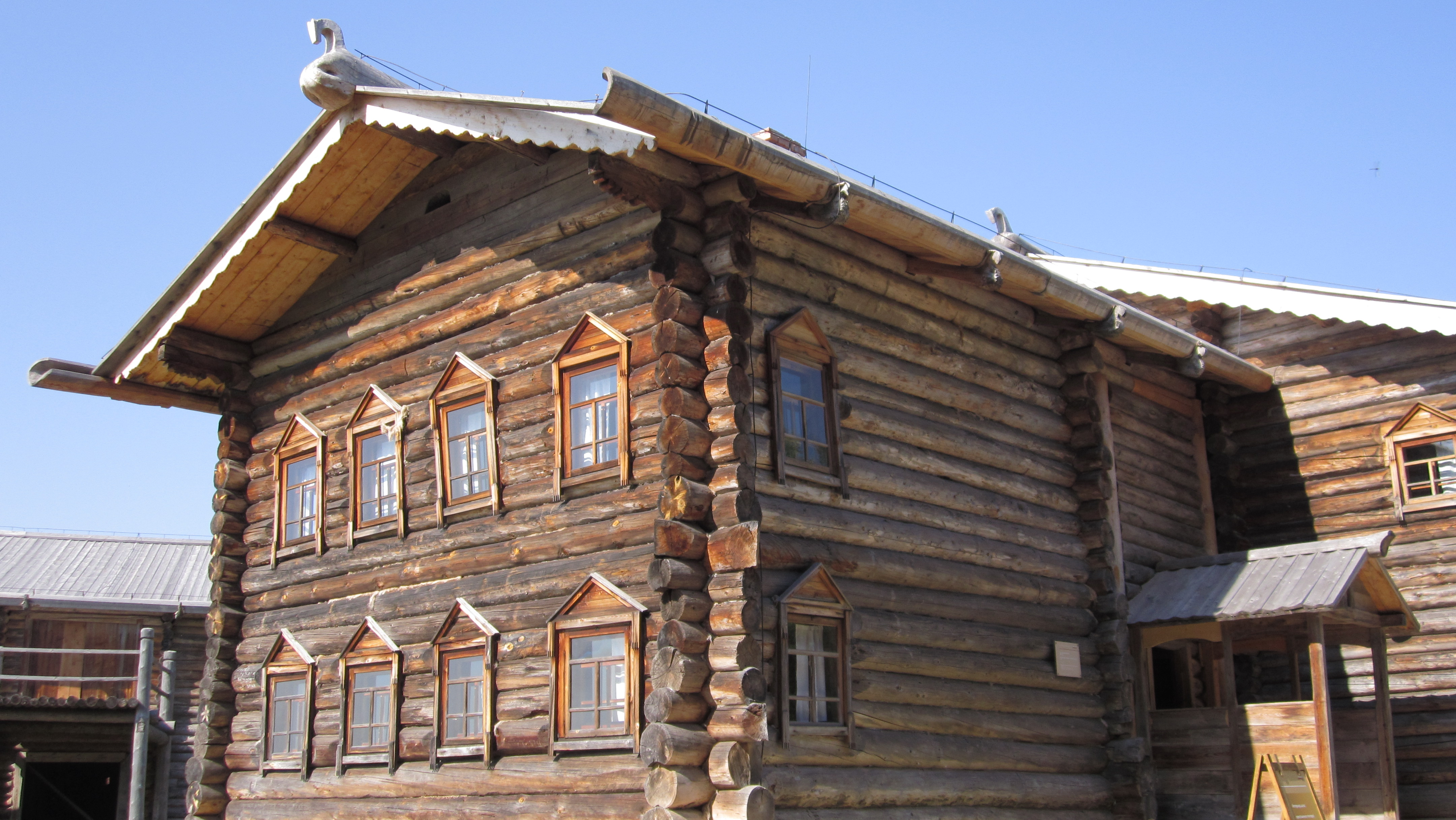
Дом-двор Федотова в Мезенском секторе

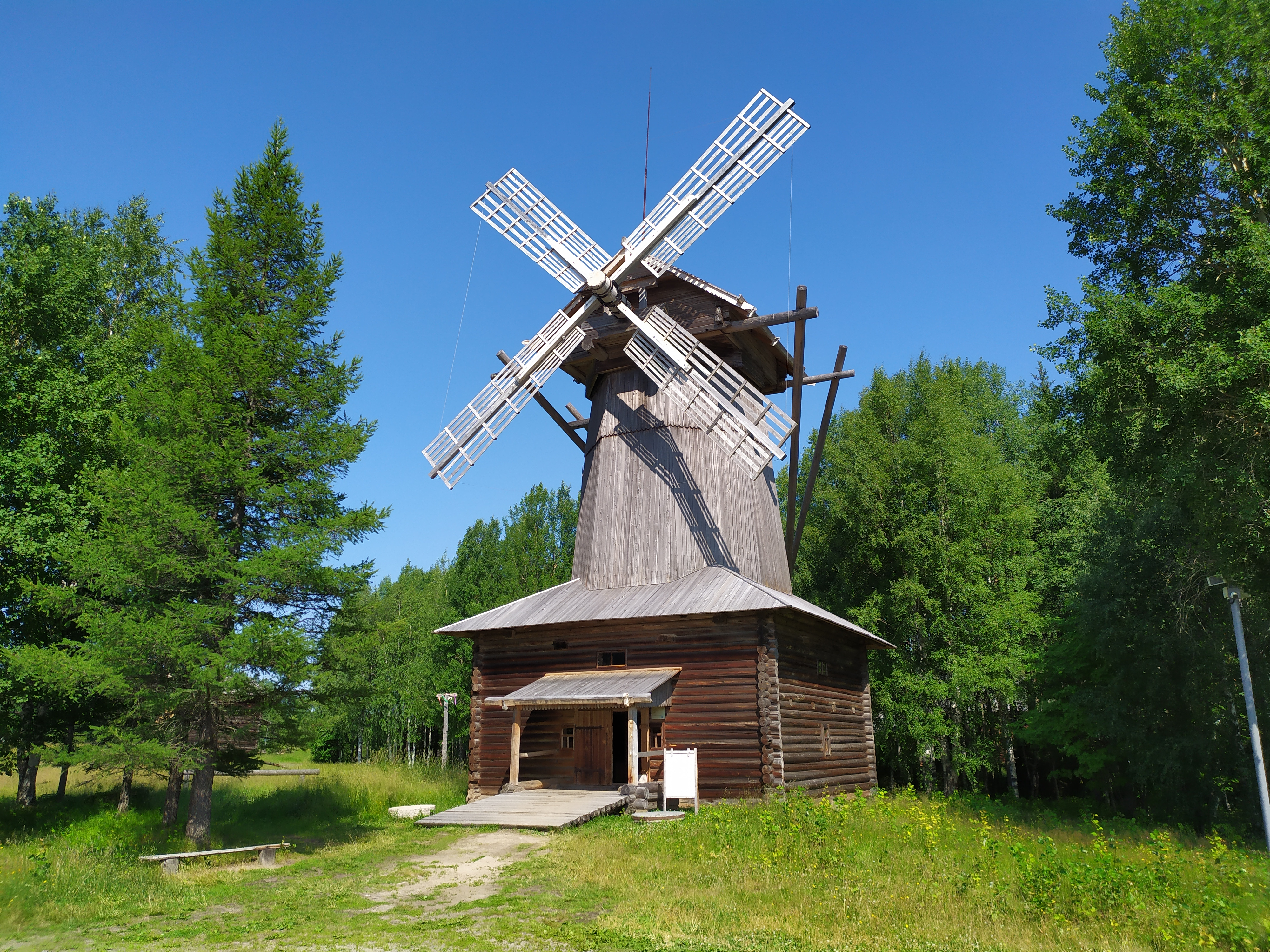
Ветряная мельница

Ма́лые Коре́лы — государственный музей-заповедник русских традиционных деревянных строений Архангельской области (изб, амбаров и других).
Расположен в лесном массиве рядом с деревней Малые Карелы Приморского района Архангельской области, в 25 км к югу от центра Архангельска. Недалеко от правого берега Северной Двины. Площадь территории 139,8 га.
Популярное место туризма в Архангельской области. Вблизи него расположены туристический комплекс «Малые Карелы» и лыжный стадион им. В. С. Кузина.

## Название
Название музей получил по названию деревни Малые Карелы, с заменой буквы а в слове Карелы на о. Это было сделано для исторического соответствия с поморскими говорами, сформировавшимися на основе древне-новгородского, для которых было характерно оканье, что отражено в новгородских летописях и берестяных грамотах, где названия с корнем «корел» писались через «о»: город Корела, Корельская земля, корелин и т. д.

## История
Основан в 1964 году по приказу Лапина Валентина Алексеевича, главного архитектора Архангельской специализированной научно-реставрационной производственной мастерской (АСНРПМ). Открыт для посетителей 1 июня 1973 года. С 1983 года музей является членом Ассоциации европейских музеев под открытым небом. С 1996 года музей «Малые Корелы» включён в Государственный свод особо ценных объектов культурного наследия народов Российской Федерации.

## Фонд
В экспозиции музея находятся около 100 гражданских, общественных и церковных построек, самые ранние из которых датируются XVI веком (колокольня из села Кулига Дракованова) и XVII веком (Вознесенская церковь из села Кушерека и Георгиевская церковь из села Вершина). Среди экспонатов — крестьянские, купеческие избы, амбары, колодцы, изгороди, ветряные мельницы, баня и т. п. Постройки разбирались по брёвнам на месте их постоянного размещения и собирались обратно на территории Малых Корел.
Площадь музея состоит четырёх секторов, в которых основную часть строений составляют объекты из соответствующих районов Архангельской области — в начале располагается Каргопольско-Онежский сектор, далее по левому (важскому) переходу — Двинской сектор, по правому (мезенскому) переходу — Мезенский сектор, самый дальний — Пинежский сектор.

## Мероприятия
С 2002 года после обряда освящения Макарьевской часовни, привезённой в музей из деревни Фёдоровской Плесецкого района в 1972 году, установилась традиция ежегодно в день Святого Макария (7 августа) проводить праздник колокольного звона. Макарьевская часовня интересна наличием звонницы, где учился звонить мастер колокольной музыки Иван Данилов (1952—1998).